# Are Crooks Dishonest?
Are crook dishonest? è una comica muta del 1918 di Gilbert Pratt con Harold Lloyd. Viene talvolta erroneamente chiamato col titolo Doing, doing, done.

## Trama
La signorina Goulash ha appena finito di condurre una seduta spiritica al tempio mistico, così ella e suo padre decidono di fare una passeggiata nel parco. Nel frattempo, due truffatori sono nel parco, facendo truffe con l'uso di falsi gioielli. Essi riescono a truffare il professor Goulash e alcuni altri. Ma quando tentano di ingannare la signorina Goulash, ella diventa sospettosa. Subito riprende loro i soldi e li porta ad essere ricercati dalla polizia. Quando i truffatori tentano di fuggire ad un agente di polizia nascondendosi nel tempio mistico, essi si trovano in un'altra battaglia di spiriti con la signorina Goulash.